# Villa Grove, Illinois
Villa Grove är en stad i Douglas County i den nordamerikanska delstaten Illinois. Den ligger utmed Embarras River och har en befolkning på 2 537 invånare (2010).